# Белюв
Белюв (пол. Bielów) — село в Польщі, у гміні Кросно-Оджанське Кросненського повіту Любуського воєводства.
Населення — 131 особа (2011).
У 1975-1998 роках село належало до Зеленогурського воєводства.

## Демографія
Демографічна структура станом на 31 березня 2011 року:
|          | Загалом | Допрацездатний вік | Працездатний вік | Постпрацездатний вік |
| -------- | ------- | ------------------ | ---------------- | -------------------- |
| Чоловіки | 58      | 6                  | 44               | 8                    |
| Жінки    | 73      | 18                 | 40               | 15                   |
| Разом    | 131     | 24                 | 84               | 23                   |